# 사카이 다다요시 (1831년)
사카이 다다요시(일본어: 酒井忠良, 1831년 7월 3일 ~ 1884년 10월 1일)는 일본 에도 시대의 다이묘로, 데와노쿠니 마쓰야마 번의 7대 번주이다. 관위는 종5위하, 다이가쿠노카미(大学頭), 기이노카미이다.
덴포 2년(1831년) 5월 24일, 마쓰야마 번의 6대 번주 사카이 다다미치의 맏아들로 태어났다. 고카 2년(1845년) 10월 20일, 아버지의 은거에 의해 그 뒤를 이어 번주가 되었다. 보신 전쟁에서는 본가인 쇼나이번과 함께 오우에쓰 열번 동맹에 참가하여 신정부군과 싸웠으나, 메이지 원년(1868년) 9월에 항복하였다. 같은해 12월 7일, 막부 편에 가담한 죄목으로 영지 2,500석을 몰수당하여 영지는 22,500석이 되었다. 12월 15일에는 셋째 아들 다다마사에게 가문을 물려주고 강제 은거에 처해졌다. 메이지 17년(1884년)에 54세로 사망하였다.
| 전임 사카이 다다미치 | 제7대 마쓰야마 번 번주 1845년 ~ 1868년 | 후임 사카이 다다마사 |